# Astra 5A
Astra 5A – satelita telekomunikacyjny należący do operatora SES ASTRA, mającego siedzibę w Luksemburgu. Satelitę wyniesiono na orbitę geostacjonarną 12 listopada 1997 z kosmodromu Kourou.
Pierwotnie satelita nosił nazwę Sirius 2 i stacjonował na pozycji 5°E. W listopadzie 2007 został zastąpiony przez nowego Siriusa 4, na którego do stycznia 2008 przeniesiono wszystkie kanały z Siriusa 2 (i Siriusa 3). W kwietniu 2008 satelita został przesunięty na nową pozycję satelitarną – 31,5°E i przemianowany na Astrę 5A. Początkowo nie nadawał żadnych sygnałów, następnie emitował testowo kanały RTL Télé Lëtzebuerg i Chamber TV, a później kilkanaście innych kanałów telewizyjnych, głównie w języku niemieckim. Docelowo miał być wykorzystywany do regularnych transmisji telewizyjnych i radiowych dla Europy, zachodniej Azji i Bliskiego Wschodu.
W styczniu 2009 satelita uległ serii awarii, w wyniku których utracono nad nim kontrolę. 16 stycznia 2009 operator poinformował o zakończeniu przez satelitę misji kosmicznej. Kanały nadawane dotąd z Astry 5A zostały przeniesione na Astrę 1E (23,5°E), sam satelita został zaś przemieszczony na tzw. orbitę cmentarną.